# Taky Kimura
Pour les articles homonymes, voir Kimura.
Taky Kimura est un pratiquant d'arts martiaux américano-japonais né le 12 mars 1924 à Washington aux États-Unis et mort à Winchester le 8 janvier 2021. 

## Biographie
Il a été interné durant cinq ans dans un « War Relocation Camp ».
En 1959 à Seattle, il rencontre Bruce Lee, et devient son élève, assistant et ami. Il est communément admis que lui, Dan Inosanto et James Yimm Lee sont les seuls à avoir été reconnus aptes par Bruce à enseigner le Jeet kune do/Jun Fan. Lors du décès de ce dernier, en 1973, il porte son cercueil avec James Coburn, Dan Inosanto, Robert Lee (en) et Steve McQueen.
Il apparait dans la distribution du dernier film de Bruce Lee, « Le Jeu de la mort ». Depuis, il a participé à de nombreux documentaires sur la vie de son ami, et coécrit un livre intitulé : « Regards from the Dragon: Seattle ».